# Рашид Матумла
Рашид Алі Хадж Матумла (англ. Rashid Ali Hadj Matumla; 26 червня 1968) — танзанійський боксер, чемпіон Всеафриканських ігор.

## Аматорська кар'єра
На Олімпійських іграх 1988 в категорії до 63,5 кг в другому бою поступився майбутньому чемпіону В'ячеславу Яновському (СРСР) — RSC-3.
На Всеафриканських іграх 1991 в категорії до 60 кг завоював срібну медаль, програвши у фіналі Феліксу Бваля (Замбія).
На Олімпійських іграх 1992 переміг Фелікса Бваля (Замбія) і Джакобо Гарсію (Віргінські Острови), а у чвертьфіналі програв Намжілин Баярсайхан (Монголія) — 6-9.
На Іграх Співдружності 1994 переміг двох суперників. а у чвертьфіналі програв Майклу Стренджу (Канада).
На Всеафриканських іграх 1995 в категорії до 63,5 кг переміг трьох суперників і завоював золоту медаль, здолавши у фіналі Абубакара Діалло (Гвінея).
На Олімпійських іграх 1996 в першому бою поступився Філіпу Будро (Канада).
На Іграх Співдружності 1998 і на Всеафриканських іграх 1999 програв у першому бою.